# Jiang Menglin
Jiang Menglin (蒋梦麟), aussi connu sous le nom de Chiang Monlin, né le 20 janvier 1886 et mort le 19 juin 1964, est un professeur, écrivain et homme politique chinois, président de l'université de Pékin de 1919 à 1927, puis président de l'université nationale de Chekiang.

## Biographie
Jiang est né à Ningbo dans la province du Zhejiang le 20 janvier 1886. Il étudie au collège avancé du Zhejiang (actuelle université de Zhejiang) à Hangzhou en 1903. En 1908, il se rend en Amérique pour étudier à l'université de Californie à Berkeley. Il est d'abord diplômé en agriculture, puis se tourne vers la pédagogie. Il obtient son doctorat de l'université Columbia sous la conduite de John Dewey.
Il sert comme ministre de l'Éducation de la république de Chine de 1928 à 1930. Il est secrétaire-général du Yuan exécutif de 1945 à 1947. Il est également président de la commission commune sino-américaine sur la reconstruction rurale (en) dans les années 1940 et 1950.